# Liste des maires de Lévis
Le maire est le chef de l'exécutif de la ville de Lévis. Le poste est présentement occupé par Gilles Lehouillier, chef du parti Lévis Force 10.

## Les maires de Lévis depuis sa fondation en 1861
1. Louis Carrier, premier maire de la Ville de Lévis de 1861 à 1870.
2. George Couture (1870-1871).
3. Jacques Jobin (1871-1874).
4. Prudent Grégoire Roy (1874).
5. George Couture (1874-1884).
6. Pierre Lefrançois (1884-1885).
7. Thimolaüs Beaulieu (1886-1890).
8. Isidore-Noël Belleau (1891-1896).
9. Joseph-Edmond Roy (1896-1900).
10. H.-Edmond Dupré (1900-1902).
11. Napoléon Lamontagne (1902-1905).
12. Eusèbe Belleau (1905-1906).
13. S.-Cléophas Auger (1906-1907).
14. Alphonse Bernier (1907-1917).
15. Noël Belleau (1917-1920).
16. Joseph-K. Laflamme (1920-1921).
17. Émile Demers (1921-1927).
18. J.-Cléophas Blouin (1927-1929).
19. Joseph Leblond (1929-1933).
20. Sylvio Durand (1933-1943).
21. Adélard Bégin (1943-1957).
22. Clément-Thivierge (1957-1966).
23. Vincent-F. Chagnon (1966-1990)[1].
24. Robert Guay (1990-1994)[2].
25. Denis Guay (1994-1998).
26. Jean Garon (1998-2005).
27. Mme Danielle Roy-Marinelli (2005-2013)[3].
28. Gilles Lehouillier (2013-)

| Lévis Maires depuis 2001                                                                                             |                        |                                                |          |
| Élection | Maire                  | Qualité                                        | Résultat |
| 2001 | Jean Garon             | Député péquiste de Lévis de 1976 à 1998        | Voir     |
| 2005 | Danielle Roy-Marinelli | Mairesse de Saint-Jean-Chrysostome (1999-2001) | Voir     |
| 2009 | Danielle Roy-Marinelli | Mairesse de Saint-Jean-Chrysostome (1999-2001) | Voir     |
| 2013 | Gilles Lehouillier     | Député libéral de Lévis de 2008 à 2012         | Voir     |
| 2017 | Gilles Lehouillier     | Député libéral de Lévis de 2008 à 2012         | Voir     |
| 2021 | Gilles Lehouillier     | Député libéral de Lévis de 2008 à 2012         | Voir     |
| Élection partielle en italique Depuis 2005, les élections sont simultanées dans toutes les municipalités québécoises |                        |                                                |          |

### Sources
- Les archives de la Société d'histoire de Lévis.
- Le livre du Centenaire de Lévis 1861-1961.
- Recueil de photos de Lévis, Lauzon, St-David-de-L'Auberivière Tome II par Gaétan Paquet, 1996.